# Rhea Harder-Vennewald

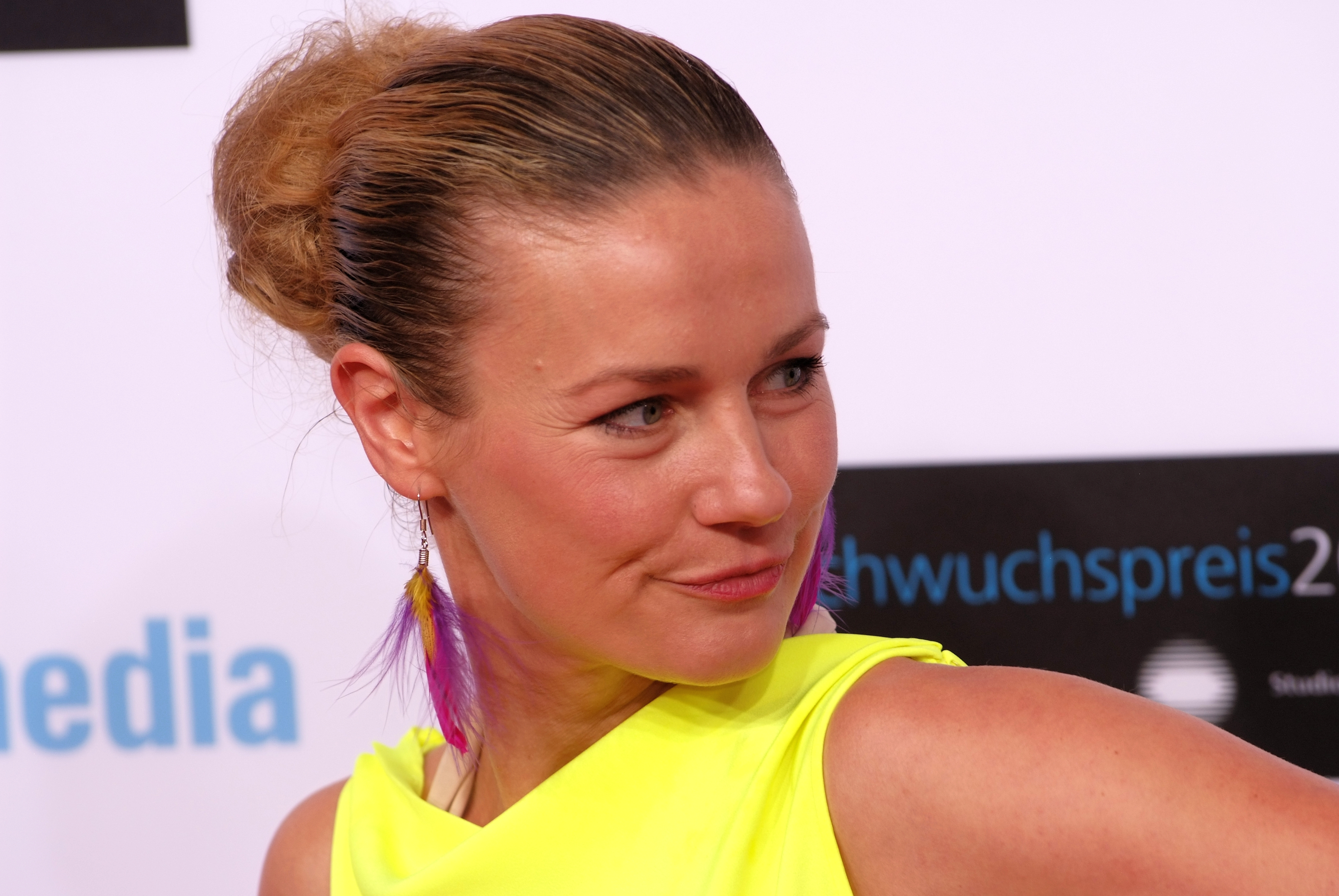
Rhea Harder auf dem roten Teppich zum Studio Hamburg Nachwuchspreis 2012

Rhea Harder-Vennewald (* 27. Februar 1976 in Ost-Berlin; geb. Harder) ist eine deutsche Schauspielerin, Sängerin und Hörspielsprecherin.

## Leben
Rhea Harder bestand 1995 ihr Abitur. Ihre Schauspielausbildung absolvierte sie bei Henriette Gonnermann und Heidelotte Diehl, wo sie auch Sprechtechnik lernte.
Bereits 1993 war Harder in vier Folgen der Seifenoper Gute Zeiten, schlechte Zeiten als Susanne Krüger zu sehen, bevor sie ab 1996 für sechs Jahre die Hauptrolle der Florentine „Flo Spira“ Spirandelli di Montalban übernahm. Im Rahmen dieses Engagements wurde sie auch als Sängerin tätig. Von 2003 bis 2005 war sie anschließend in der Serie Berlin, Berlin zu sehen. 2004 wurde Harder erstmals Mutter. Die Schwangerschaft wurde in die Serie eingebaut und ihr Sohn verkörperte vor der Kamera Ben, das Baby ihrer Serienrolle Sarah. In der Serie Alles außer Sex trat Harder 2005/2006 erneut in einer Serienproduktion eines Fernsehsenders auf. Seit 2006 spielt sie in der ZDF-Serie Notruf Hafenkante die Polizistin Franziska „Franzi“ Jung. 2009 übernahm sie die Sprechrolle der Gabriele „Gaby“ Glockner in der Hörspielserie TKKG, nachdem die bisherige Sprecherin Veronika Neugebauer verstorben war. 2021 wurde sie von der Polizei Hamburg zur Ehrenkommissarin ernannt.
Im Juni 2013 heiratete Harder ihren langjährigen Freund Jörg Vennewald. Sie haben zusammen einen Sohn (* 2010) und eine Tochter (* 2014), zudem hat Harder einen Sohn (* 2004) aus einer früheren Beziehung. Die Familie lebt in Hamburg-Eppendorf. Harder ist bekennende Anhängerin des Hamburger SV und reitet hobbymäßig.

## Filmografie (Auswahl)
- 1994: Frauenarzt Dr. Markus Merthin
- 1995: Die Straßen von Berlin
- 1995–1996: Für alle Fälle Stefanie
- 1995–2002: Gute Zeiten, schlechte Zeiten
- 2000: Küstenwache – Jetski-Rowdies
- 2000: Flashback – Mörderische Ferien
- 2001: Balko – Die Nervensäge
- 2002: SOKO Leipzig – Verliebt in einen Lehrer
- 2002: Küstenwache – Skrupellos
- 2002–2003: Für alle Fälle Stefanie
- 2003–2005: Berlin, Berlin
- 2005–2006: Alles außer Sex
- 2006: Küstenwache – Verloren in der Tiefe
- seit 2007: Notruf Hafenkante
- 2008: SOKO Wismar – Tödliches Gebräu
- 2011: Heimatgeschichten – Die neue Apfelsorte
- 2016: Dora Heldt: Wind aus West mit starken Böen
- 2017: Bad Cop – kriminell gut – Ich bin Du
- 2019: SOKO Wismar – Nomen est omen
- 2021: Die Bergretter (Fernsehserie, S13F06 Augen auf)
- 2024: Blutige Anfänger – Pferdeflüsterer

## Hörspiele
- 2009: Die drei ??? – Spuk im Netz (Folge 132) als Felicia Sparing
- 2009: Fünf Freunde und das Abenteuer im Hundeschlitten (Folge 83) als Eva Moser
- 2009: TKKG – Das Mädchen mit der Kristallkugel (Folge 166) als Maren
- seit 2009: TKKG (ab Folge 167) als Gaby Glockner
- 2010: Fünf Freunde und das rätselhafte Sternbild (Folge 87) als Sekretärin
- 2010: Die drei ??? und der dreiTag als Laury
- 2011: Die drei ??? und die Geisterlampe: Entführt als Patricia
- 2015: Die Ferienbande (Folge 8) als Gaby Glockner
- 2020: Die drei ??? und der dreiäugige Totenkopf als Museumsdame

## Diskografie
- 1997: Gute Zeiten, schlechte Zeiten – Vol. 10: Party Alarm (I Do (Fan-Mix))
- 1997: Gute Zeiten, schlechte Zeiten: Merry Christmas To You (Merry Christmas To You, Last Christmas, Jingle Bells, Heute Abend, O Du Fröhliche und O Tannenbaum als GZSZ All Stars)
- 1998: Gute Zeiten, schlechte Zeiten: I Love You (All You Need Is Love und Our Time Has Come als GZSZ All Stars)
- 2001: Gute Zeiten, schlechte Zeiten: Unter Sternen – Musik & Tips für 12 Sternzeichen